# Территория безопасности

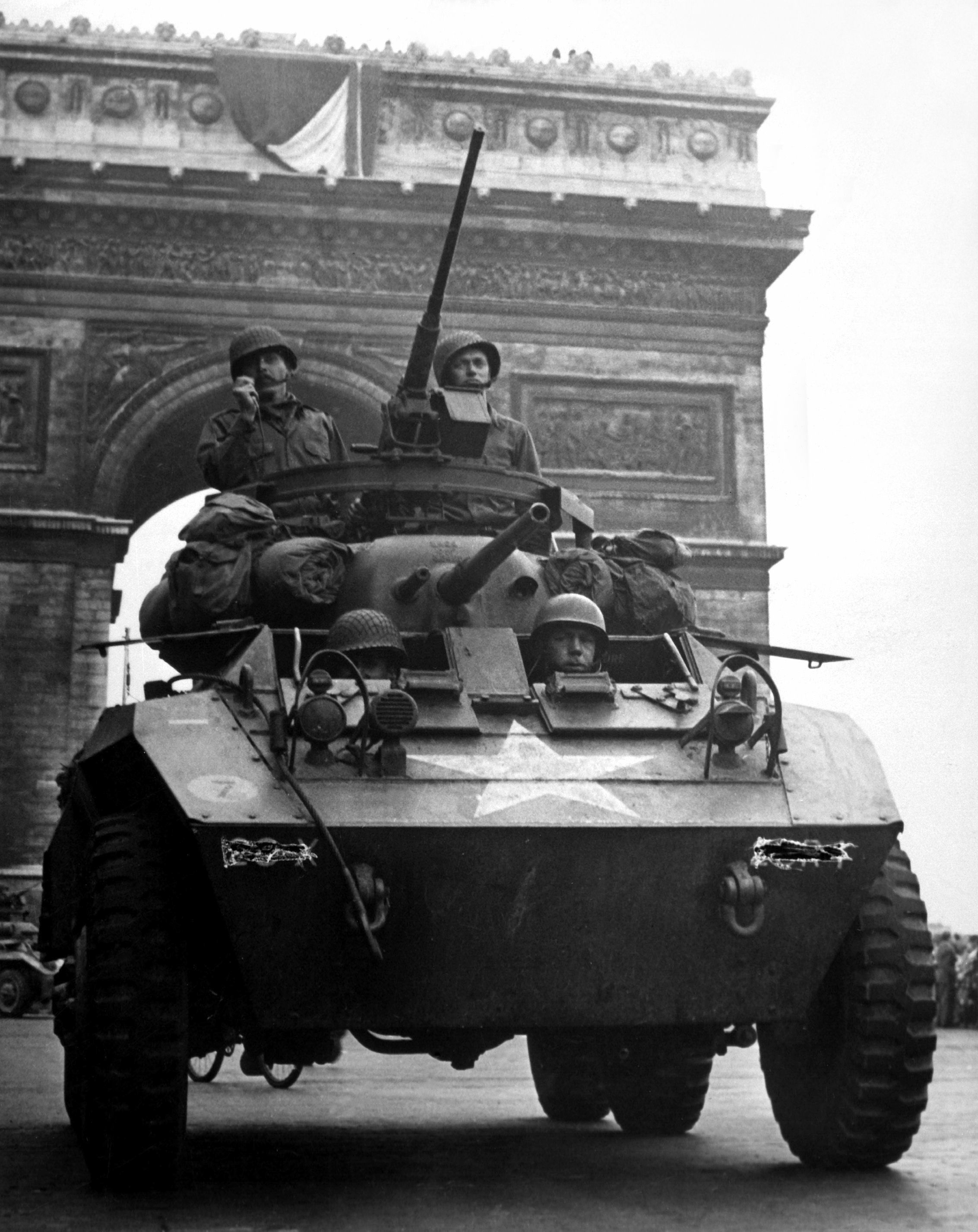
Несмотря на то, что между Германией и Францией было много вооружённых конфликтов, создание Европейской территории безопасности свело возможность разгорания новой войны практически к нулю.

Территория безопасности — регион, в котором широкомасштабное насилие (такое, как военные действия) стало маловероятным или вообще невозможным. Данный термин предложил известный политолог Карл Дойч в 1957 году. В своей основополагающей работе «Политическое сообщество и североатлантическое пространство: международная организация в свете исторического опыта» («Political Community and the North Atlantic Area: International Organization in the Light of Historical Experience»), Дойч и его соавторы определили территорию безопасности как «народы», полагающие, «что они пришли к соглашению, по меньшей мере, относительно следующего: общие социальные проблемы должны и могут быть решены посредством процессов, заключающихся в „мирных изменениях“». Под мирными изменениями имеется в виду «решение социальных проблем, как правило, путём институциализированных процедур, не прибегая к широкомасштабному применению физической силы». Кроме того, находящиеся на территории безопасности народы испытывают друг к другу «чувство общности», взаимную симпатию и доверие, у них есть общие интересы.
Несмотря на свою продолжительную историю, эта концепция не стала основной в сфере международной безопасности. Когда была окончена Холодная война, понятие территории безопасности было воспринято конструктивистами. Главным стимулом послужила книга Эммануила Адлера и Майкла Барнетта «Территории безопасности» («Security Communities»), вышедшая в 1998 году. Авторы сформулировали новое определение территории безопасности на основе общих идентичности, ценностей, и смыслов; многосторонних прямых связей и взаимных долгосрочных интересов. После этого с точки зрения концепции территории безопасности был изучен ряд регионов, среди которых следует упомянуть Европейский союз, пары Канада-США и Мексика-США, Меркосур, и Ассоциацию государств Юго-Восточной Азии (АСЕАН). Майкл Хаас в качестве примера приводит Азиатско-Тихоокеанский совет, Азиатско-Тихоокеанский парламентский форум, АСЕАН, индийско-китайские совещания министров иностранных дел, Ассоциацию регионального сотрудничества Южной Азии, Организацию договора Юго-Восточной Азии(СЕАТО), и Южнотихоокеанский форум (переименованный позже в Форум тихоокеанских островов).

## Виды территорий безопасности
Дойч разделил территории безопасности на два типа, амальгамный и плюралистический. Амальгамные территории безопасности встречаются довольно редко. Они образуются в том случае, если два или более государств, независимых ранее, создают общее правительство. В качестве примера можно привести США, где в своё время тринадцать колоний уступили значительную часть своих полномочий федеральному правительству. Амальгамное объединение не всегда успешно и может быть отменено, как это случилось, например, со Шведско-норвежской унией. Альтернативный и менее амбициозный процесс называется интеграцией. Интеграция приводит к формированию плюралистической территории безопасности, при этом государства сохраняют свой суверенитет. Примером плюралистической территории безопасности служат взаимоотношения США и Канады. Оба государства политически независимы, но при этом они исключают возможность взаимных военных конфликтов в будущем, несмотря на то, что такие конфликты случались ранее. Дойч считал, что плюралистические территории безопасности создаются и поддерживаются легче, чем амальгамные.
Адлер и Барнетт описали типичное развитие территории безопасности от момента её зарождения до зрелости. На начальном этапе территория безопасности отвечает ожиданиям мирных перемен, тогда как для вполне сформировавшейся территории безопасности характерны определённые механизмы коллективной безопасности и наднациональные либо транснациональные элементы. Далее Адлер и Барнетт разделили уже сформировавшиеся территории безопасности на «тесно» и «свободно» связанные, в зависимости от уровня их интеграции.
Раймо Вейринен и Андрей Тусицисны проводят различие между межгосударственными территориями безопасности, где война маловероятна, и всеобъемлющими территориями безопасности, в пределах которых немыслимы как межгосударственные, так и гражданские войны. Классическим примером всеобъемлющей территории безопасности является Западная Европа, в то время как Юго-Восточная Азия обычно рассматривается в качестве межгосударственной территории безопасности.

## Условия для создания территории безопасности

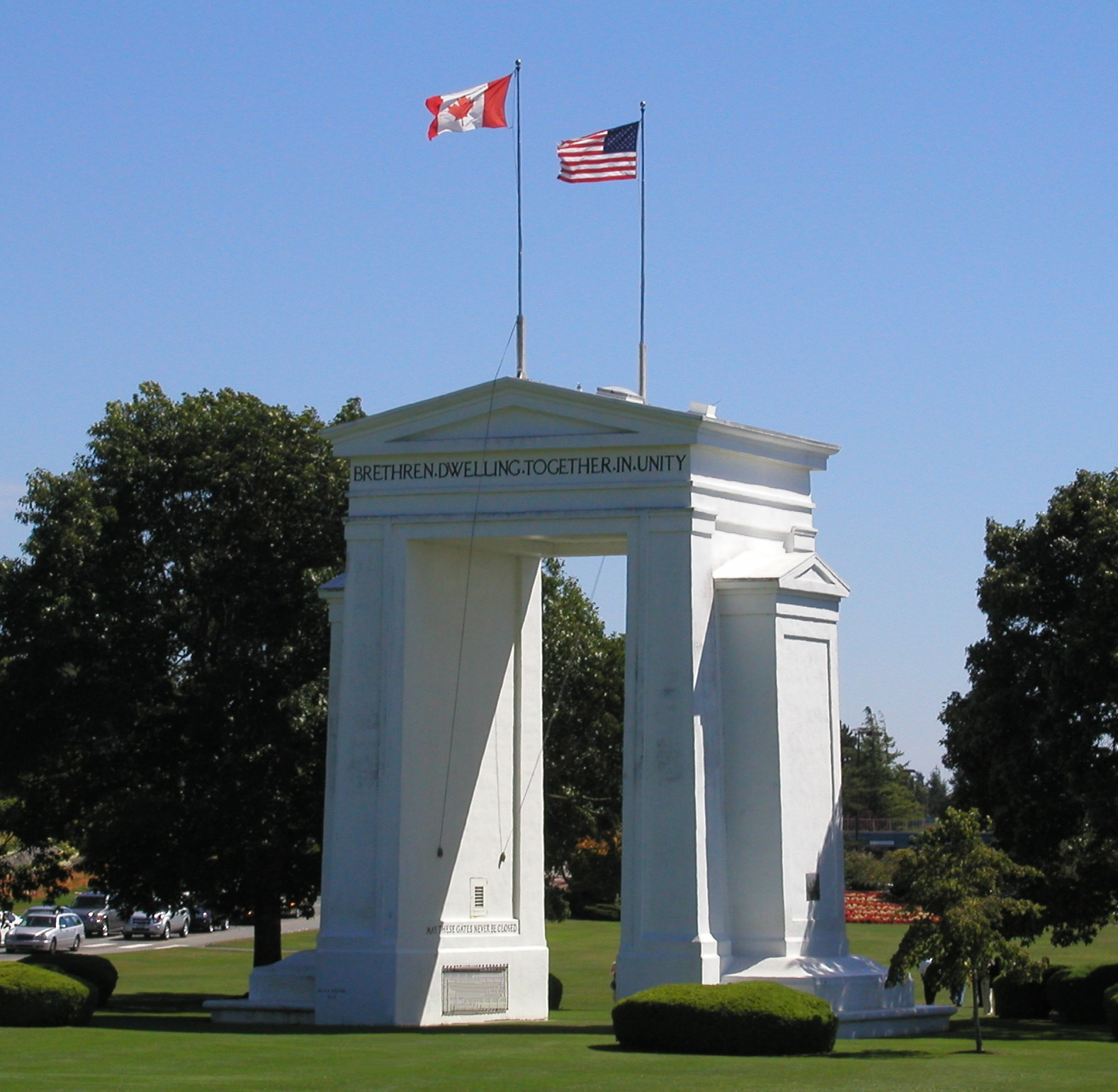
The demilitarized border between Canada and the United States, two members of the North American security community.

Согласно Дойчу, государства могут создать территорию безопасности в том случае, если текущее международное положение увеличивает «непривлекательность и невероятность войны между соответствующими политическими силами». Например, вопросы безопасности привели к тому, что США и Мексика создали плюралистическую территорию безопасности в преддверии Второй мировой войны. Дойч определил два условия, способствующих формированию плюралистической территории безопасности. Первое заключается в «способности соответствующих политических сил или правительств быстро, адекватно и не прибегая к насилию реагировать на взаимные требования, заявления и действия». Один из способов осуществления этого состоит в членстве в международных организациях. Второе условие заключается в «совместимости главных ценностей, которыми руководствуются при принятии политических решений». В качестве примера одной из основных политических ценностей Дойч приводит политическую идеологию. Однако недавние эмпирические исследования показали, что роль либеральных ценностей и общего доверия в развитии территорий безопасности часто переоценивается. Проведённое Майклом Хаасом сравнение успешных и неудачных организаций, направленных на создание территорий безопасности, показало, что из 12 предложенных Дойчем переменных основным статистически значимым параметром является взаимная совместимость основных ценностей.
Поскольку для амальгамного объединения требуются более жёсткие условия, чем для простой интеграции, Дойч выявил восемь условий, необходимых для успеха амальгамного союза, а именно: взаимная совместимость основных ценностей, схожий образ жизни, возможности сквозных связей и их успешная реализация, высокая географическая и социальная мобильность, большое количество сбалансированных сделок и соглашений, высокая частота смены групповых статусов, расширение политической элиты, широкие политические и административные возможности. Кроме того, политически активные слои должны проявлять готовность к принятию и поддержке общих правительственных учреждений, оставаясь лояльными к ним, и управлять этими общими институтами, обращая взаимное внимание на заявления и потребности всех участников процесса.
Кэрол Уивер утверждал, что для возникновения и дальнейшего развития территорий безопасности необходима сбалансированная многополярность.

## Другие значения
Термин территория безопасности («сообщество безопасности») может также означать политическое объединение, работающее в сфере безопасности. Такое объединение может представлять собой иерархическую или сетевую группу профессионалов, состоящую, к примеру, из политиков, военных, чиновников и учёных. В качестве примера можно привести сообщество, чьей целью служит обеспечение компьютерной безопасности.